# Українська католицька церква святого Андрія
Українська католицька церква св. Андрія розташована на вулиці Далмени, Лейт, Шотландія, Велика Британія. Це одна з небагатьох греко-католицьких парафіяльних церков Шотландії. Це церква єдина у Великій Британії східної католицької єпархії, Української католицької єпархії Святої родини Лондона. Це будівля, визначена категорією В у захисті історичних пам'яток Великої Британії.

## Будівля
Будівля з пісковика була побудована у  готичному стилі для Об'єднаної пресвітеріанської церкви в 1880 році за проектом, адаптованим Арчібальдом Томсоном з оригінальної версії Sloan&Balderston в 1822 році.

## Подальше читання
- Cannon, James F., Dalmeny Street United Free Church, Leith: A Retrospect (William Blackwood: 1904)
- Gifford, McWilliam and Walker Edinburgh (1991), p459